# 羅拔奧度
羅拔·尼查·奧度 （英語：Robert Ncha Odu，1999年4月30日—）是一名尼日利亞職業足球員，司職前鋒，現效力港超球隊冠忠南區。

## 球會生涯
2019年6月，奧度被外借到尼日利亞國家足球聯賽球會第一銀行至季尾，並於地標戰的比賽尾段入球，協助球隊逼和對手。
2019年11月30日，雷莫之星宣布外借簽入奧度，為期兩年，並附有買斷條款。當季的聯賽於11月開始，但賽季因疫情而在12月暫停，餘下的賽程亦被取消，因此奧度於當季只上陣一次。
2020年10月28日，港超球會愉園宣布簽入奧度。
2021年7月1日，愉園宣布將不會參與來季港超賽事，包括奧度在內的所有球員將以自由身離隊。西班牙皇家足協甲組聯賽球會埃斯特馬度拉於7月10日宣布簽入奧度，但埃斯特馬度拉於當季深陷財政危機，奧度的轉會在他到達西班牙前已因行政問題而被取消。
2022年8月1日，奧度加盟沙特阿拉伯低組別球會基爾華。
2023年2月23日，奧度回到香港，加盟港超球隊晉峰。同年6月11日，奧度轉投冠忠南區。同年11月，南區宣布與奧度達成協議提早解約。
2024年1月16日，奧度重返沙特阿拉伯，加盟沙特乙組足球聯賽球會Al Saqer。

## 生涯統計

### 球會
最後更新：2023年5月7日
| 效力球會         | 球季     | 聯賽     | 聯賽 | 聯賽 | 國家盃賽 | 國家盃賽 | 其他 | 其他 | 總計 | 總計 |
| 效力球會         | 球季     | 聯賽     | 上陣 | 入球 | 上陣     | 入球     | 上陣 | 入球 | 上陣 | 入球 |
| ---------------- | -------- | -------- | ---- | ---- | -------- | -------- | ---- | ---- | ---- | ---- |
| 第一銀行（外借） | 2018–19  | 尼國聯   | 4    | 1    | 0        | 0        | 0    | 0    | 4    | 1    |
| 雷莫之星（外借） | 2019–20  | 尼國聯   | 1    | 0    | 0        | 0        | 0    | 0    | 1    | 0    |
| 愉園             | 2020–21  | 港超     | 12   | 5    | 0        | 0        | 4    | 3    | 16   | 8    |
| 晉峰             | 2022–23  | 港超     | 6    | 0    | 0        | 0        | 2    | 0    | 8    | 0    |
| 冠忠南區         | 2023–24  | 港超     | 1    | 0    | 0        | 0        | 1    | 0    | 2    | 0    |
| 生涯總計         | 生涯總計 | 生涯總計 | 23   | 6    | 0        | 0        | 6    | 3    | 29   | 9    |

1. 1 2  於賽馬會菁英盃賽事上陣。
2. ↑  於高級組銀牌賽事上陣。

## 外部連結
- Soccerway資料庫：羅拔奧度
- 羅拔奧度的X（前Twitter）
- 羅拔奧度的Instagram帳戶